# L'Abysse Monte-Carlo
L'Abysse Monte-Carlo – Yannick Alléno är en gourmetrestaurang som är belägen inne i det femstjärniga lyxhotellet Hôtel Hermitage Monte-Carlo i Monte Carlo i Monaco. Restaurangens tema är en kombination av det franska och japanska köket. L'Abysse ägs av det statliga tjänsteföretaget Société des bains de mer de Monaco (SBM) medan restaurangen drivs av den franske stjärnkocken Yannick Alléno och japanen Yasunari Okazaki.
Restaurangen öppnades i juli 2024 och redan året därpå erhöll L'Abysse två Michelinstjärnor.